# 宋調元
宋調元（1723年—1783年），字燮臣，號理堂，江蘇蘇州府元和縣人，清朝政治人物，乾隆年間網師園園主宋宗元弟。

## 生平
宋調元來自蘇州長洲宋氏家族北宅支。高祖宋如琮（字懋和，號章華，1573-1653）為吳縣庠生，娶韓雍孫女。曾祖宋之炌（字時律，1610-1681）為歲貢生。祖父宋德受（字祿宇，號惕安，1648-1702）為長洲庠生附監生，授州同候選，娶順治六年（1649年）己丑科進士周公軾女。叔父宋勤業。父宋匡業（字鼎來，號梅仲，1680-1740）為監生，考授州同，有孝行，喜愛梅花。母為州同陳起奇女（1682-1765）。宋調元為宋匡業第五子。
宋調元為元和歲貢生，乾隆二十一年（1756年）任江西武寧縣知縣，二十四年（1759年）任鄱陽縣知縣，二十七年（1762年）升寧州知州，任內曾收集北宋名士黃庭堅著述，刻成《宋黃文節公文集》（又名《山谷全書》）。三十年（1765年）丁母憂，服闋，三十五年（1770年）補廣西東蘭州知州，三十九年（1774年）分籤升刑部山東司員外郎，改刑部湖廣司郎中，授中憲大夫，四十一年（1776年）任戶部福建司員外郎，四十二年（1777年）在戶部效力行走，同年兼任《欽定日下舊聞考》纂修，並補刑部浙江司員外郎，四十八年（1783年）夏卒於官。宋調元著有《藹春齋初稿》等。

## 家庭
夫人為仁和龔氏婁縣知縣龔培學女；側室俞氏。嗣兄宋兆元次子宋成邦（早殤），次子宋慶邦（早殤），再嗣宋兆元第三子宋錦邦兼祧兩支，還有一女嫁元城、高邑等縣知縣舉人沈雲尊（沈德潛族孫，雍正八年（1730年）庚戌科進士沈慰祖孫）。